# Vidre d'Hebron

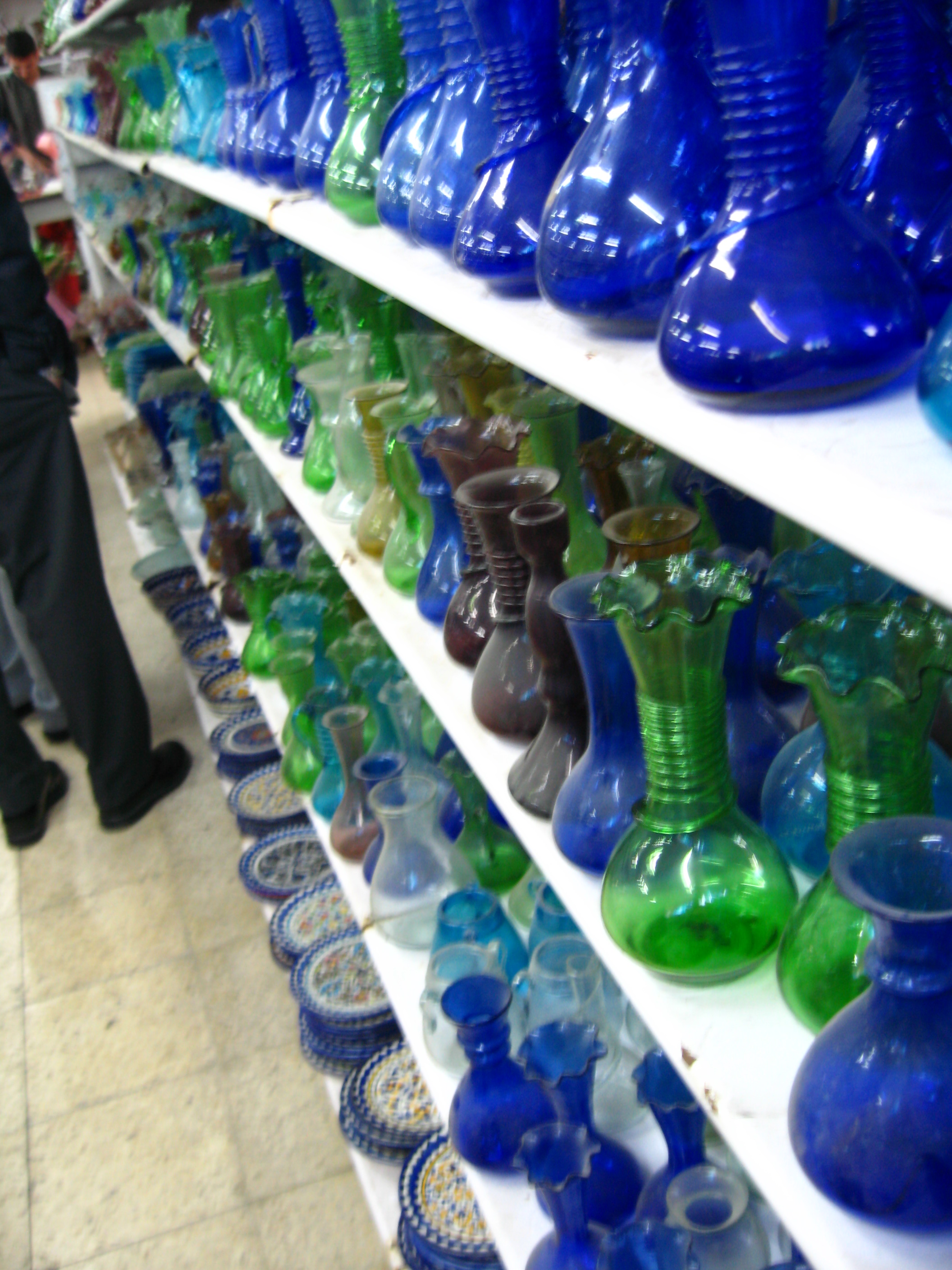
Vidre d'Hebron exhibit en una botiga d'Hebron

El vidre d'Hebron (àrab: زجاج الخليل, zujāj al-Ḫalīl) és el vidre produït a Hebron (Cisjordània, Palestina) com a part d'una florent indústria artística establerta a la ciutat durant el domini romà a Palestina. Durant segles, Hebron ha estat associada amb la producció de vidre de la mateixa manera que Nablus ha estat vinculada amb la producció de sabó. La ciutat vella d'Hebron encara té un barri anomenat el "barri de bufadors de vidre" i el vidre d'Hebron continua sent una atracció turística per a la ciutat.
Tradicionalment, el vidre era fos usant matèries primeres locals, incloent-hi sorra dels pobles veïns, carbonat sòdic del mar Mort i colorants com ara òxids de ferro i òxid de coure. En canvi, avui en dia, es fa servir sovint el vidre reciclat. La producció de vidre a Hebron és un negoci familiar; els secrets han estat preservats i transmesos en unes poques famílies palestines que operen a les fàbriques de vidre ubicades als afores de la ciutat. Els productes elaborats inclouen joieria en vidre, com braçalets i anells, així com vitralls i llums de vidre, però, a causa del conflicte àrab-israelià, la producció de vidre ha sofert un declivi, de manera que corre risc la seva mateixa subsistència.

## Història
La indústria del vidre a Hebron va ser establerta durant el domini romà de Palestina (63 aC-330 dC). Com la indústria vidriera dels antics fenicis es va reduir en les ciutats situades al llarg de la línia costanera oriental del mar Mediterrani, la indústria va migrar a l'interior del continent, a Hebron en particular.
Els primers artefactes de vidre trobats a Hebron daten dels segles I i II i es troben en exhibició com a part de la col·lecció Drake. Així mateix, es van trobar finestres amb vitralls fets de vidre d'Hebron datats del segle xii en l'estructura construïda sobre la tomba dels Patriarques, que va servir com a església durant l'època de les croades a Palestina. Un altre exemple de finestres amb vitralls produïts a Hebron són aquelles de la cúpula de la Roca a la Ciutat Vella de Jerusalem.
Si bé reconeix que la producció de vidre a Palestina es remunta al període romà, Nazmi Ju'beh, director del Riwaq (Centre per a la Conservació Arquitectònica), sosté que el més probable és que les pràctiques de l'actual indústria vidriera a Hebron hagin començat al segle xiii. Assenyala que una teoria sosté que les tècniques usades avui en dia van ser importades des de Venècia, mentre que altres investigadors afirmen que els croats van portar amb ells aquesta tradició d'Europa a Hebron i que seus orígens podrien ser sirians. Les referències històriques del segle xiv indiquen que les fàbriques de vidre d'Hebron van florir en aquesta època amb no menys de catorze fàbriques, totes ubicades a la ciutat vella. La indústria va arribar a ocupar un barri particular a la ciutat vella que, actualment, porta encara el nom de "barri de bufadors de vidre" o Harat al-Zajajeen.

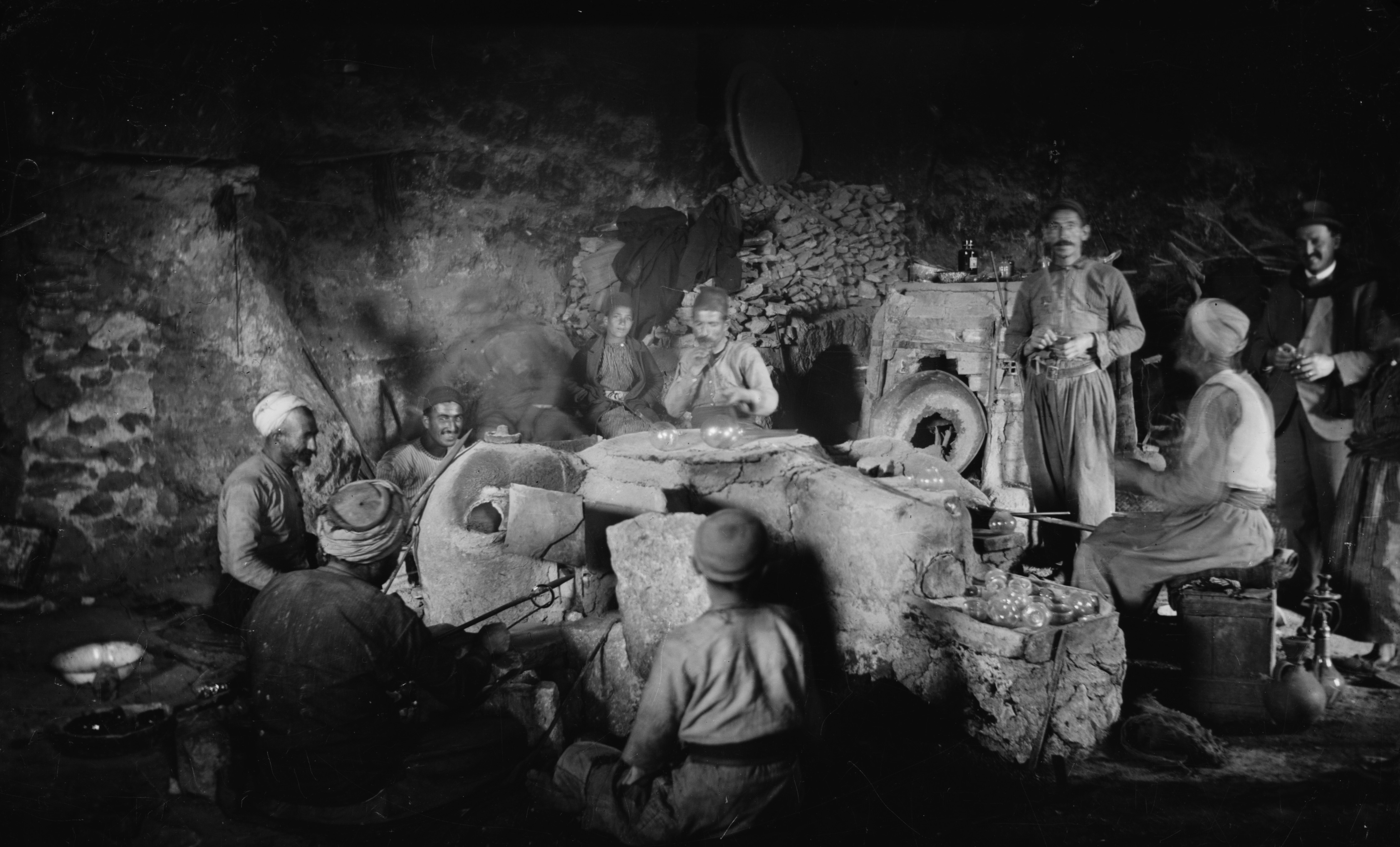
Fàbrica de vidre, foto presa ca. 1900-1920. Col·lecció de la colònia nord-americana de Jerusalem.

Amb tan ampli nombre de fàbriques, el vidre d'Hebron era exportat a Egipte, Síria i Jordània. Les caravanes de camells duien el vidre d'Hebron en caixes de fusta especialment dissenyades, les quals eren custodiades tant per exèrcits oficials com per guàrdies privats. Els comerciants de vidre a Hebron van aconseguir desenvolupar xarxes mercantils amb al-Karak (Crac) al sud de Jordània i amb El Caire a Egipte, les quals, més tard, van ajudar a comercialitzar altres productes. Des d'almenys el segle xvi, les comunitats d'expatriats d'Hebron van començar a establir-se en aquestes dues ciutats i va sorgir tota una xarxa social al voltant de la indústria vidriera, que va esdevenir una ocupadora fonamental que va contribuir en gran manera a la riquesa dels propietaris de les fàbriques. Tradicionalment, els articles produïts eren funcionals: gots, ampolles, bols, gerres, plats, llums d'oli d'oliva i, més tard, diverses formes de llums. També es van produir joieria i accessoris, principalment beduïns, que eren venuts al Nègueb, el desert àrab, i al Sinaí.

Hebron era molt coneguda per la seva producció de vidre al llarg del món àrab i els viatgers occidentals del segle xix a Palestina descrivien la seva indústria vidriera. Així, per exemple, Ulrich Jasper Seetzen va marcar durant els seus viatges a Palestina el 1808-1809 que 150 persones eren emprades en la indústria vidriera a Hebron; mentre que, més tard, en A New and Complete History of the Holy Bible as Contained in the Old and New Testaments (1844), Robert Sears va escriure que:
| « | la població d'Hebron és considerable: els habitants fabriquen llums de vidre, que són exportats a Egipte. Les provisions són abundants i hi ha un nombre considerable de botigues. | » |

Més avançat el segle xix, la producció va declinar a causa de la competència dels articles de vidre importats d'Europa, però els productes d'Hebron van continuar sent venuts, particularment a la població més pobra, principalment per comerciants jueus de la ciutat. Fins i tot en l'Exposició Universal de Viena (1873), Hebron va estar representada amb ornaments de vidre. Un informe del cònsol francès del 1886 suggereix que la fabricació de vidre va continuar sent una font important d'ingressos per a Hebron: quatre fàbriques van registrar 60.000 francs d'ingressos anuals.

## Actualitat
La tradició de vidre bufat continua en l'actualitat en tres fàbriques al nord de la ciutat, a poca distància entre el poble d'Halhul i Hebron. Dues d'aquestes fàbriques són propietat de la família Natsheh. Produeixen principalment records, la majoria dels quals també són usats com a estris domèstics. Un gran corredor a prop de cadascuna de les fàbriques exhibeix copes de vi, plats, bols, gerros i altres productes. Si bé la major part dels objectes no té decoració, alguns tenen ratlles aplicades artísticament. La decoració metàl·lica és una innovació recent de la indústria vidriera.
El vidre d'Hebron serveix com una atracció turística tant per a visitants palestins com estrangers; però, a causa dels problemes actuals d'exportació, la disminució en el nombre de turistes i les restriccions a la circulació dels palestins després de la Segona Intifada, la producció de vidre s'ha vist considerablement reduïda. Segons Nazmi al-Ju'bah, si l'actual situació continua, el principal desafiament de la indústria de bufat de vidre a Hebron podria ser la seva supervivència.

## Producció
Tradicionalment, el vidre d'Hebron era produït usant sorra del poblat de Bani Na'im, situat a l'est d'Hebron, i carbonat sòdic, pres del mar Mort. Els colors intensos del vidre d'Hebron incloïen blau fosc i clar, turquesa, vermell fosc (bordeus) i verd clar i fosc. Aquests colors eren produïts mitjançant l'addició d'òxids de metalls, com els del ferro i el coure. L'òxid cúpric encara és usat avui en dia per a donar color al vidre d'Hebron. En lloc de sorra, la matèria primera utilitzada és principalment vidre reciclat, que és recol·lectat de llars locals, dut a les fàbriques per a ser aixafat i refós.

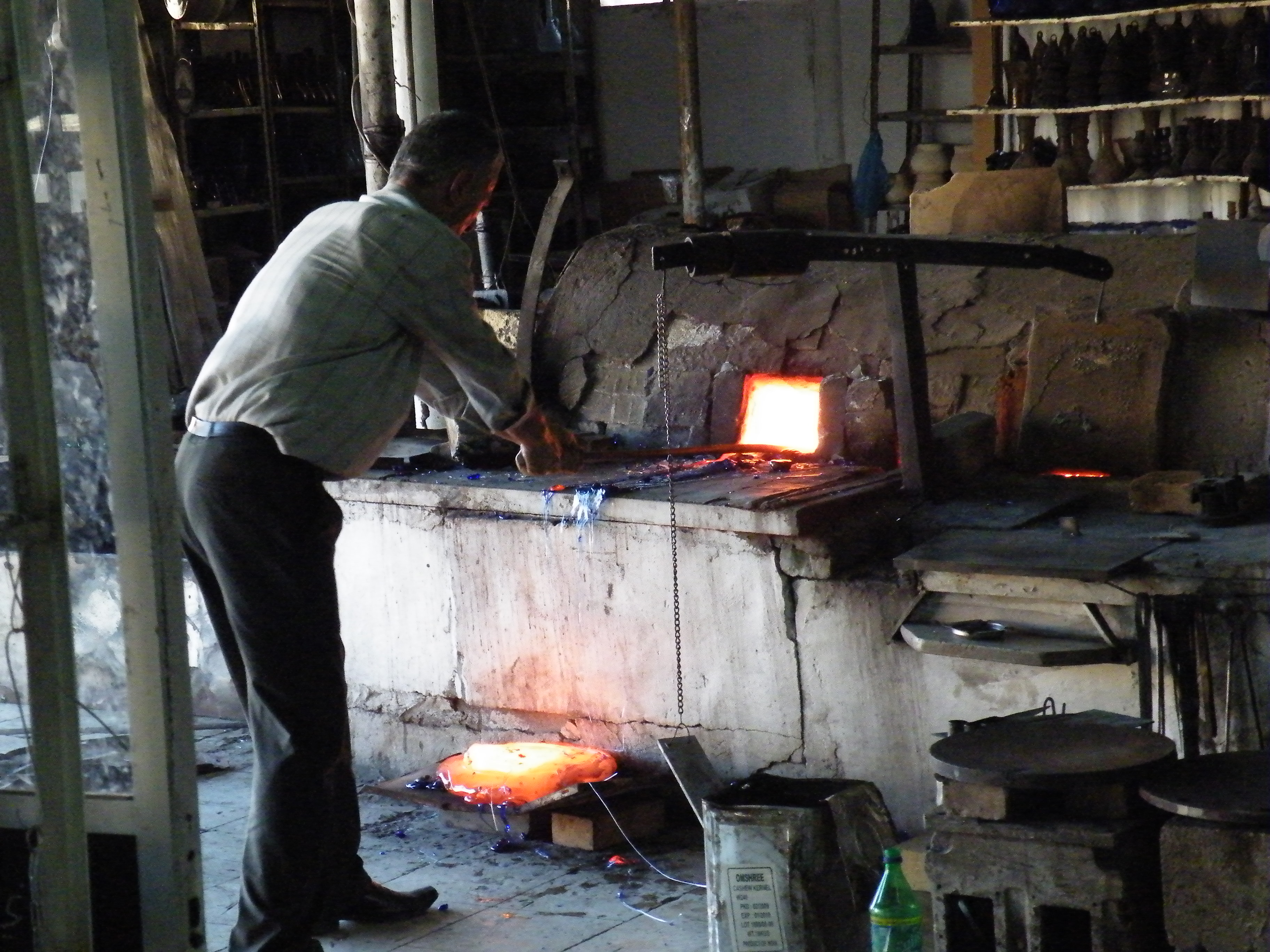
Un treballador mou acuradament el vidre fos, com a part del procés de producció modern

El procés de producció és un secret comercial que és mantingut per unes poques famílies palestines que manegen les fàbriques que continuen produint el vidre d'Hebron en l'actualitat. La producció de vidre a Hebron és un art que es basa en un sistema d'aprenentatge. Els aprenents són entrenats des de la seva infància sota la direcció d'un mestre i, essencialment, creixen en la fàbrica. Generalment, els mestres creuen que els adults no són adequats per a aprendre l'ofici de producció de vidre. Així, un mestre va declarar:
| « | Vostè pot aprendre a tocar el llaüt a qualsevol edat, però a menys que comenci [la fabricació de vidre] des de petit, mai no es convertirà en mestre. | » |

Segons la Societat Cooperativa d'Artesania de Terra Santa, la tècnica del vidre bufat emprada és la mateixa que va ser usada pels antics fenicis, encara que els arqueòlegs i historiadors concorden que el bufat no fou comú fins als últims segles abans de la nostra era. L'artesà sosté un tub llarg i prim de ferro (80–100 cm) en una mà i l'introdueix en el vidre molt a l'interior del forn, el qual és escalfat a 700 °C. Després de retirar el tub amb un vidre semilíquid enganxat, l'artesà bufa a través del tub, continuant el procés de donar forma mitjançant un instrument de metall anomenat kammasha. El tub és, llavors, tornat a introduir al forn, esbufegat per seguir donant forma a l'objecte i la kammasha és utilitzada per a donar-li la forma final. Finalment, el vidre és apartat en una petita cambra al costat del forn, on és refredat.

## Joieria

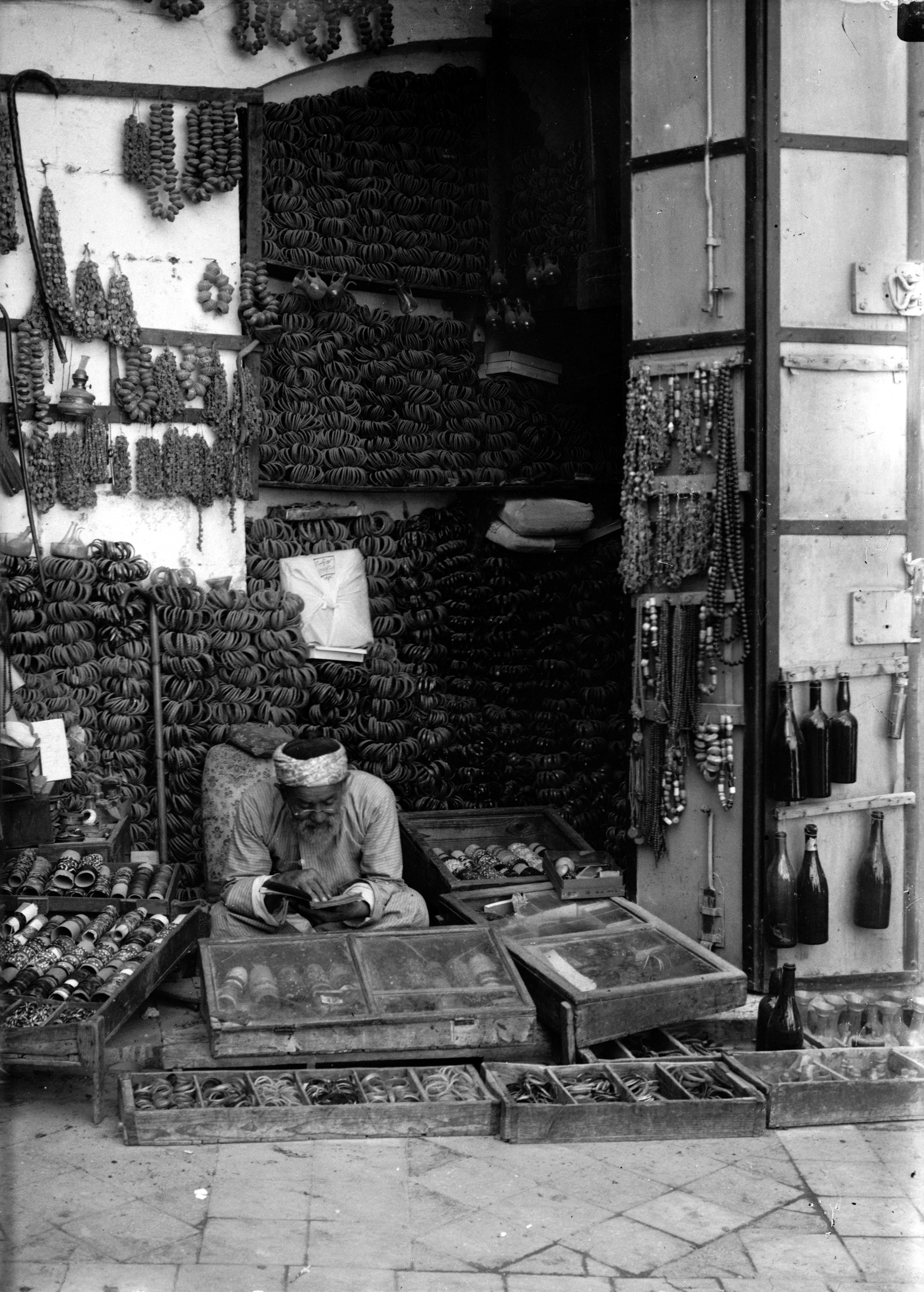
La joieria mostra grans contra el mal d'ull i braçalets de vidre d'Hebron, venuts al costat de la mercaderia principal composta per argenteria i altres metalls. Foto presa ca. 1900-1920 a la colònia americana de Jerusalem

Els grans de vidre han estat tradicionalment fabricats a Hebron. Els grans blaus amb 'ulls' (owayneh) van ser elaborats i usats com a amulets, ja que eren considerats particularment efectius contra el mal d'ull. A les col·leccions del Museu Britànic, hi ha diversos collarets de vidre que van ser fabricats durant el període del Mandat o amb anterioritat. A més dels collarets fets de grans blaus i verds i els grans amb ulls, hi ha exemples de grans de petites mans que representaven la mà de Fàtima az-Zahra, la filla del profeta Mahoma. A inicis de la dècada de 1920, a Bayt Dajan, un braçalet de vidre (ghwayshat) fet a Hebron era considerat una part necessària de l'aixovar lliurat com a dot a la núvia.

## Comerç de grans a Hebron
El 1799, el viatger anglès William George Browne esmentà la producció de "grans gruixuts de vidre... anomenats Hersh i Munjir a Palestina, les Munjir (Mongur) eren grans grossos, mentre que els Hersh (Harish) eren més petits".
Aquests grans de vidre d'Hebron van ser usats per a comerciar i eren exportats principalment a Àfrica des d'inicis a mitjans del segle xix. Disseminats per tota l'Àfrica occidental, a Kano, Nigèria, eren arrodonits en les cantonades per convertir-les en grans més uniformes que poguessin alinear-se millor. D'allí van prendre el nom de grans de Kano, tot i que no van ser originàriament produïts a Kano. Ja durant la dècada de 1930, el seu valor havia disminuït; el 1937, A. J. Arkell informà que els grans eren venuts "per una cançó" per dones sudaneses als comerciants hauses a Darfur.